# Codnor Park
Codnor Park är en ort i civil parish Ironville, i distriktet Amber Valley, i grevskapet Derbyshire, i England. Codnor Park var en civil parish 1858–1934 när blev den en del av Codnor and Loscoe och Alfreton. Civil parish hade 1 129 invånare år 1931.